# Куб
Куб (від лат. cubus і далі від дав.-гр. κύβος, первісно — «кубічна кістка для гри») або правильний гекса́едр (від дав.-гр. ἑξα- — «шість» + ἕδρα — «грань, поверхня») — правильний шестигранник, поверхня якого складена з шести квадратів, є одним з п’яти опуклих правильних багатогранників (тіл Платона).
Куб складений з 6 квадратних граней.
Має 12 ребер однакової довжини та 8 вершин (у кожній сходяться 3 ребра). Кожна вершина куба є вершиною трьох квадратів.
Куб також є квадратним паралелепіпедом, рівностороннім кубоїдом, прямим (правильногранним) ромбоедром, правильною квадратною призмою, прямокутним трикутним трапецоедром. Куб є зоноедром та параллелоедром.
Куб є мірним багатогранником тривимірного простору. Тобто куб з довжиною ребра {\displaystyle 1} є одиницею виміру об'єму простору (так само як квадрат є одиницею вимірювання площі).
Куб має повну октаедричну симетрію Oh, групу Коксетера [4,3], порядку 48, з абстактною структурою групи   S4 × Z2. 
Підгрупа із 24 симетрій обертання (тих, що зберігають орієнтацію простору) ізоморфна групі S4 перестановок з 4 елементів.
Куб має 13 осей обертової симетрії:

‒ 3 осі 4-го порядку — проходять через центри протилежних граней; (поворот на 90°, 180° і 270°);
‒ 4 осі 3-го порядку — проходять через протилежні вершини; (поворот на 120° і 240°);
‒ 6 осей 2-го порядку — проходять через середини протилежних паралельних ребер (поворот на 180°).
Має 9 площин дзеркальної симетрії: 3 з них проходять через середини паралельних реберта перпеддикулярні до них, а 6 — через діагоналі протилежних граней (через протилежні паралельні ребра  куба).
Має центр симетрії (в ньому перетинаються всі осі та площини симетрії).
Сума плоских кутів при кожній з 8 вершин дорівнює 270°.
У різних дисциплінах використовуються значення терміна, що мають відношення до тих або інших властивостей геометричного прототипу. Зокрема, в алгебрі кубом числа називають значення цього числа, піднесене до 3-го степеня. В аналітиці (OLAP-аналіз) застосовуються так звані аналітичні багатовимірні куби, що дозволяють в наочному вигляді зіставити дані з різних таблиць.

## Властивості
- Куб має найбільший об'єм серед прямокутних паралелепіпедів із такою ж площею поверхні. А також куб, має найбільший об'єм серед прямокутних паралелепіпедів із такими ж загальними лінійними розмірами (довжина+висота+ширина).

- Площини, що проходять перпендикулярно до осей симетрії куба, утворюють перерізи у вигляді правильних багатокутників. [3]

Зокрема, переріз куба площиною, перпендикулярною до осей симетрії 4-го порядку, є квадратом. Перерізом куба площиною, перпендикулярною до осей симетрії 3-го порядку (діагоналей куба), може бути: 
1. правильний трикутник ; Найбільший за площею переріз у вигляді правильного трикутника (проходить через три вершини куба) ділить діагональ куба у співвідношенні 2:1;
2. правильний шестикутник (якщо площина проходить також через центр куба; таких перерізів у куба є 4);
3. напівправильний рівнокутний шестикутник (має два типи ребер, що чергуються між собою).

Також 12 перерізів куба площинами, перпендикулярними до осей симетрії 2-го порядку, є квадратами. Ці перерізи знаходяться на відстані  {\displaystyle {\frac {{\sqrt {2}}-1}{2}}\cdot a} від діагональних площин симетрії.

Переріз куба у вигляді правильного трикутника
Переріз куба у вигляді квадрата
Переріз куба у вигляді правильного шестикутника
Переріз куба у вигляді квадрата

- Куб утворює стільник, тобто кубами можна замостити тривимірний простір без проміжків та накладень. Куб є єдиним правильним багатогранником, що має таку властивість.

- Куб має 11 різних розгорток [4] [5] [6] [7](так само як і правильний октаедр).

Тобто, існує одинадцять способів зробити із куба пласку розгортку, розрізаючи його по семи ребрах.  
- Для того, щоб зафарбувати куб так, що сусідні грані не матимуть однакового кольору, необхідно принаймні три кольори.

### Зв'язок з правильним октаедром
Куб та правильний октаедр є взаємно двоїстими багатогранниками. Тобто центри граней куба відповідають вершинам правильного октаедра, і навпаки, центри граней правильного октаедра відповідають вершинам куба.

Якщо куб має ребро довжиною 1, то його топологічно двоїстий октаедр (вершини знаходяться в центрах граней початкового куба) має ребро довжиною {\displaystyle {\frac {\sqrt {2}}{2}}\approx 0.7071067811},  а канонічно двоїстий октаедр (напіввписані сфери канонічно-двоїстої пари багатогранників збігаються) має ребро довжиною {\displaystyle {\sqrt {2}}\approx 1.414213562} 
- У куб можна вписати правильний октаедр таким чином, що всі шість вершин октаедра будуть суміщені з центрами шести граней куба.
- Куб можна вписати в правильний октаедр таким чином, що всі вісім вершин куба будуть розташовані в центрах восьми граней октаедра.

### Зв'язок з іншими правильними багатогранниками
- У куб можна вписати правильний тетраедр двома способами таким чином, що чотири вершини тетраедра будуть суміщені з чотирма вершинами куба. Всі шість ребер тетраедра лежатимуть на всіх шести гранях куба і збігатимуться з його граневими діагоналями.
- Куб можна вписати в вершини правильного додекаедра. При цьому ребра куба будуть збігатися з граневими діагоналями додекаедра.

В вершини додекаедра можливо вписати п'ять різних кубів. При цьому буде утворено однорідне з'єднання багатогранників — з'єднання п'яти кубів.
- У куб можна вписати правильний ікосаедр, при цьому, шість взаємно паралельних ребер ікосаедра будуть розташовані відповідно на шести гранях куба, решта 24 ребра всередині куба, всі дванадцять вершин ікосаедра лежатимуть на шести гранях куба.

## Формули

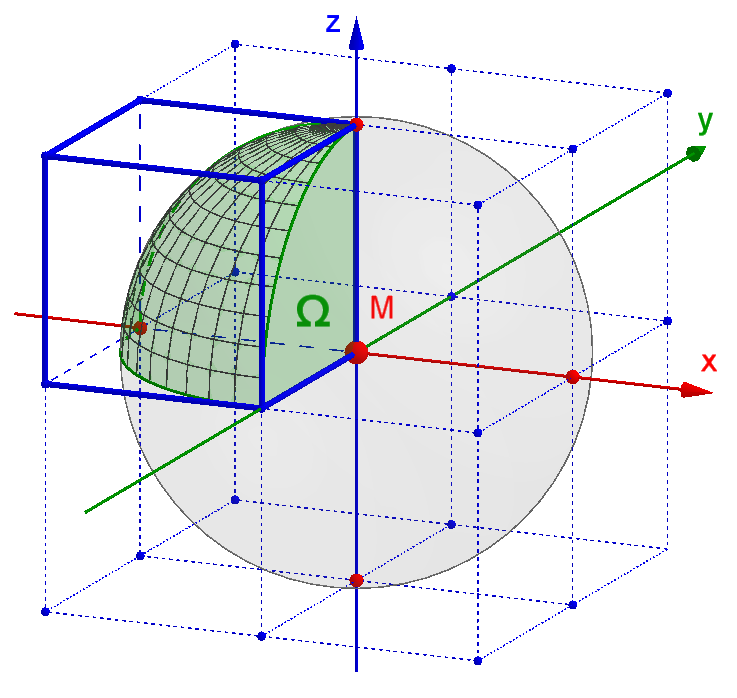
Тілесний кутl в центрі (= 0-точка) одиничної сфери

Для куба, довжина ребер якого дорівнює {\displaystyle a}:
| Діагональ грані                                                                 | {\displaystyle d_{1}={\sqrt {2}}\cdot a}                                        | Радіус вписаної сфери (дотична до всіх граней)      | {\displaystyle r={\frac {a}{2}}}                    |
| Просторова діагональ                                                            | {\displaystyle d_{2}={\sqrt {3}}\cdot a}                                        | Радіус напіввписаної сфери (дотична до всіх ребер)  | {\displaystyle \rho ={\frac {\sqrt {2}}{2}}\cdot a} |
|                                                                                 |                                                                                 | Радіус описаної сфери (проходить через всі вершини) | {\displaystyle R={\frac {\sqrt {3}}{2}}\cdot a}     |
| Площа поверхні                                                                  | {\displaystyle S=6a^{2}\,}                                                      |                                                     |                                                     |
| Об'єм                                                                           | {\displaystyle V=a^{3}\,}                                                       | Двогранний кут між гранями                          | {\displaystyle {\frac {\pi }{2}}} (радіан)          |
|                                                                                 |                                                                                 | Тілесний кут при вершині                            | {\displaystyle {\frac {\pi }{2}}} (стерадіан)       |
| Сферичність {\displaystyle \Psi ={\sqrt[{3}]{\frac {\pi }{6}}}\approx 0.805995} | Сферичність {\displaystyle \Psi ={\sqrt[{3}]{\frac {\pi }{6}}}\approx 0.805995} | Тілесний кут, під яким грань видно з центру куба    | {\displaystyle {\frac {2\pi }{3}}} (стерадіан)      |

Куб має найбільший об'єм серед прямокутних паралелепіпедів із такою ж площею поверхні. А також куб, має найбільший об'єм серед прямокутних паралелепіпедів, вписаних в задану сферу та  серед прямокутних паралелепіпедів із такими ж загальними лінійними розмірами (довжина+висота+ширина).
Центр масс куба знаходиться в його геометричному центрі.
Момент інерції суцільного куба з  масою m та довжиною ребра a (вісь обертання проходить через центри протилежних граней):
{\displaystyle I={\frac {1}{6}}\cdot m\cdot a^{2}\approx 0.1666666667\cdot m\cdot a^{2}}

### Точка в просторі
Нехай описана сфера куба має радіус R. Нехай дано довільну точку в просторі і відстані від неї до вершин куба дорівнюють di . Тоді виконується рівність:   :стор.353, теор.7.2
{\displaystyle {\frac {\sum _{i=1}^{8}d_{i}^{4}}{8}}+{\frac {16R^{4}}{9}}=\left({\frac {\sum _{i=1}^{8}d_{i}^{2}}{8}}+{\frac {2R^{2}}{3}}\right)^{2}.}
Якщо точка знаходиться на описаній сфері куба, то виконується рівність: :стор.354, теор.7.6
{\displaystyle \sum _{i=1}^{8}d_{i}^{2}=6\cdot \sum _{i=1}^{8}d_{i}^{4}}

## Декартові координати вершин
Декартові координати восьми вершин куба з довжиною ребра {\displaystyle a=1}, центр якого знаходиться в початку координат, мають значення:
- {\displaystyle \left(\pm {\frac {1}{2}},\pm {\frac {1}{2}},\pm {\frac {1}{2}}\right)}

Вісім вершин куба лежать по чотири у двох паралельних площинах (паралельних до площини Oxy), утворюючи в них два квадрати.
При цьому осі координат Ox, Oy та Oz збігаються з осями обертової симетрії 4-го порядку, а координатні площини Oxz, Oyz та Oxy є площинами дзеркальної симетрії куба. Центр багатогранника знаходиться в початку координат.
Для всіх внутрішніх точок (x0, x1, x2) цього куба виконується нерівність : {\displaystyle -{\frac {1}{2}}<x_{i}<{\frac {1}{2}}}

## Граф куба
В теорії графів граф куба  — це граф з 8 вершинами та 12 ребрами, що має кістяк куба.
Всі 8 вершин графа мають степінь 3, а отже, граф є кубічним.
Цей граф є окремим випадком графа гіперкуба. Також він є одним з 5 платонових графів, кістяк якого є багатогранником Платона.

Спектр  графа : {\displaystyle Spec(G)=(-3)^{1}(-1)^{3}\,1^{3}\,3^{1}}  

Узагальненням графа куба є тривимірний k-ARY граф Геммінга, який для k = 2 є кубічним графом. Графи такого типу зустрічаються в теорії паралельних обчислень в комп'ютерах.

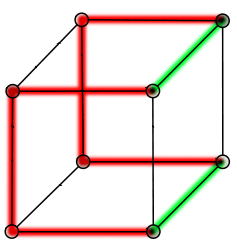
Приклад гамільтонового циклу на ребрах куба

Граф куба має 12 різних гамільтонових циклів. Гамільтонів цикл — замкнений шлях, що проходить через кожну вершину графа рівно один раз.
Граф куба не має ейлерових циклів. 
Реберним графом для графа куба є граф кубооктаедра.

## Ортогональні проєкції
Куб має чотири спеціальні ортогональні проєкції, із центом, на одній з вершин, ребрі, грані і нормалі відносно її фігури вершин. Перша і друга відповідають A2 і B2 площинам Коксетера.
| Центровані по                      | Грані | Вершині |
| ---------------------------------- | ----- | ------- |
| Площини Коксетера                  | B2    | A2      |
| Проєктивна симетрія                | [4]   | [6]     |
| Фронтальний вид та вид під нахилом |       |         |

## Сферичний багатогранник
Куб може бути представлений як сферичний багатогранник і спроектований на площину за допомогою стереографічної проекції. Ця проекція є конформною, тобто зберігає кути, але не площі чи довжини. Прямі лінії на сфері проєктуються на площину як дуги кола.
|                       |                         |
| Ортографічна проєкція | Стереографічна проєкція |

## Стільники
Куб є єдиним правильним багатогранником, яким можна замостити тривимірний простір без проміжків та накладень.

Також тривимірний евклідів простір можна заповнити без проміжків за допомогою кубів в комбінації з багатогранниками Архімеда (і призмами) з однаковою довжиною ребра. Такі  тривимірні паркети, що заповнюють простір, називаються стільниками. Наступні стільники містять куби:

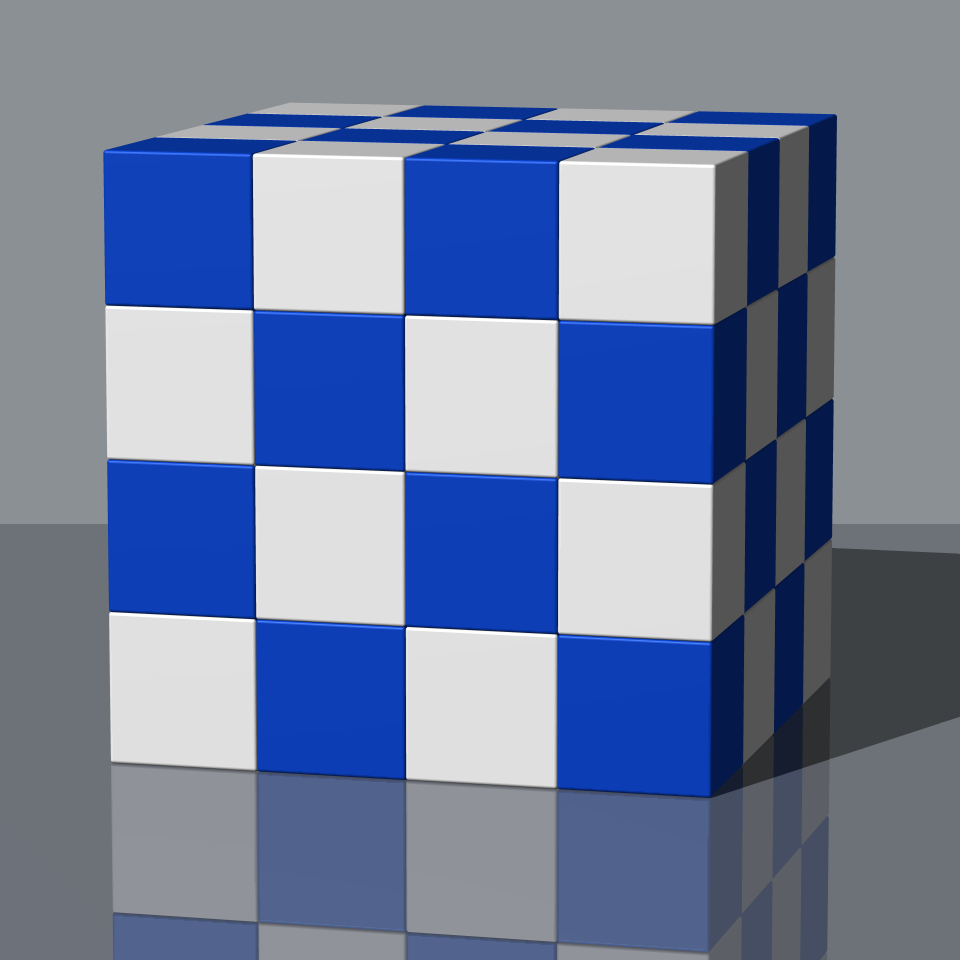
Стільник з кубів
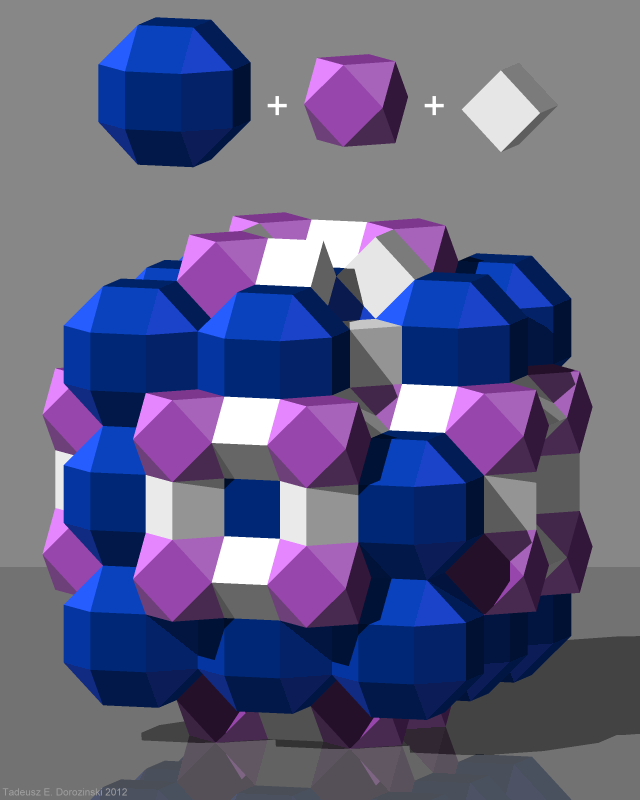
Стільник з ромбокубооктаедрів, кубооктаедрів та кубів
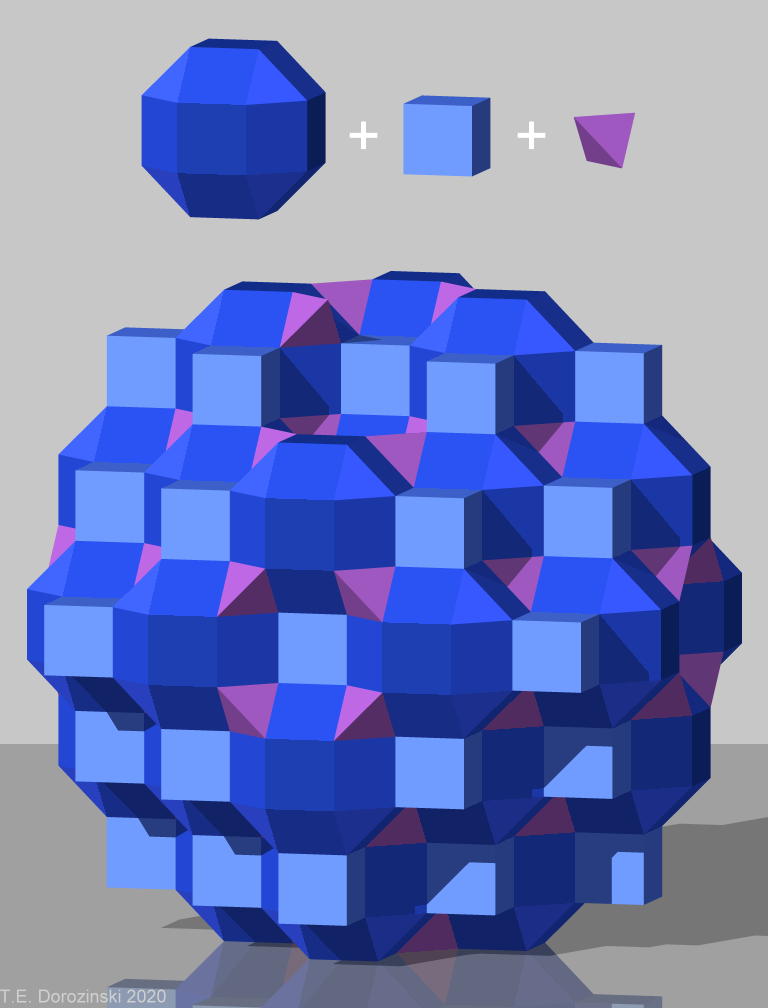
Стільник з ромбокубооктаедрів, кубів та тетраедрів
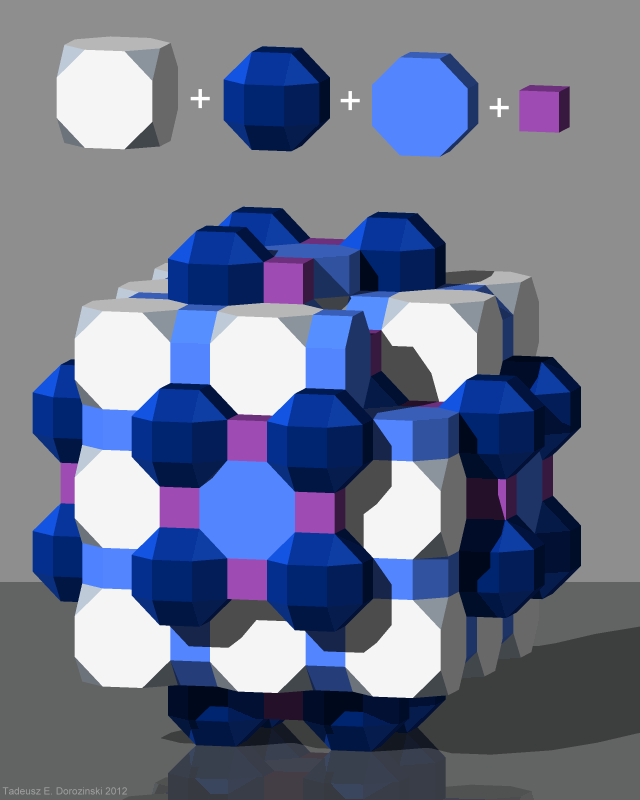
Стільник з ромбокубооктаедрів, зрізаних кубів, восьмикутних призм та кубів
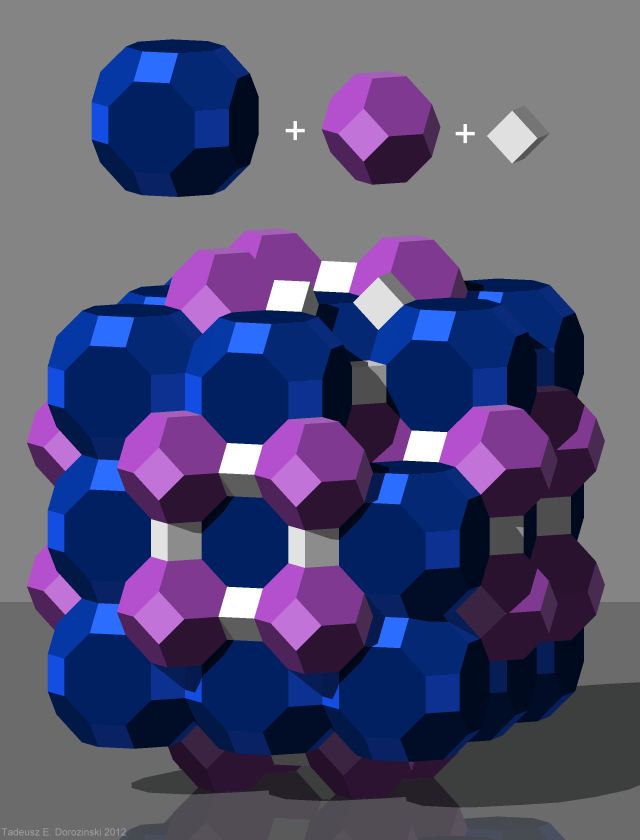
Стільник зі зрізаних кубооктаедрів, зрізаних октаедрів та кубів

## Узагальнення на інші виміри
Куб в довільній розмірності простору n також називають n-вимірним кубом або гіперкубом, або просто n-кубом. Гіперкуби в кожній розмірності простору тако́ж є правильними політопами, а та́кож мірними політопами (по аналогії як у квадратах вимірюють площу, а в кубах — об'єм). 

n-вимірний куб має {\displaystyle 2^{n-k}\cdot {\tbinom {n}{k}}} гіперграней розмірності k , що його обмежують:стор 262; табл.15.2.1.
Наприклад:
- Нульвимірний куб (точка) має 1 вершину;

- Одновимірний куб (відрізок) має 2 вершини;

- Двовимірний куб (квадрат) має 4 вершини і 4 ребра;

- Чотиривимірний гіперкуб (тесеракт) має 16 вершин, 32 ребра, 24 грані (квадрати) і 8 комірок (куби);

- n-вимірний гіперкуб має:
  - {\displaystyle 2^{n}} вершин (гіпергрань розмірністю {\displaystyle k=0} — точка);
  - {\displaystyle n\cdot 2^{n-1}} ребер (гіпергрань розмірністю {\displaystyle k=1} — відрізок);
  - {\displaystyle n\cdot (n-1)\cdot 2^{n-3}} граней (гіпергрань розмірністю {\displaystyle k=2} — квадрат);
  - {\displaystyle {\tfrac {1}{3}}\cdot n\cdot (n-1)\cdot (n-2)\cdot 2^{n-4}} комірок (гіпергрань розмірністю {\displaystyle k=3} — тривимірний куб);
  - {\displaystyle 2\cdot n} фасетів розмірністю {\displaystyle n-1} (гіпергрань розмірністю {\displaystyle k=n-1} — {n-1}-вимірний гіперкуб).

Гіперплоща n-вимірного гіперкуба з довжиною ребра 2 дорівнює {\displaystyle 2n\cdot 2^{n-1}} ;

Гіпероб'єм n-вимірного гіперкуба з довжиною ребра 2 дорівнює {\displaystyle 2^{n}}.:стор 262; табл.15.2.1
Моделлю для n-вимірного куба є одиничний куб {\displaystyle I^{n}} у векторному просторі {\displaystyle \mathbb {R} ^{n}}. А саме, замкнений одиничний куб має вигляд
- {\displaystyle I^{n}=\left\{(x_{1},\dots ,x_{n})\mid 0\leq x_{i}\leq 1\right\}}
- {\displaystyle I^{n}=[0,1]\times \cdots \times [0,1]}, {\displaystyle n}-кратний декартів добуток одиничного інтервалу
- Опукла оболонка {\displaystyle 2^{n}}вершин з координатами {\displaystyle 0} та {\displaystyle 1}
- Перетин множин {\displaystyle 2n} півпросторів {\displaystyle x_{i}\geq 0} та {\displaystyle x_{i}\leq 1}

Одиничний куб — це паралельний координатним осям куб з довжиною ребра {\displaystyle 1} і вершиною у початку координат. Узагальненням цього поняття є кубоїди в {\displaystyle \mathbb {R} ^{n}}, які відіграють важливу роль у багатовимірному аналізі. 

## Пов'язані та споріднені багатогранники та мозаїки
Куб можна розглядати як окремі випадки інших типів багатогранників. В цьому випадку куб буде мати не повну октаедричну симетрію Oh , а симертії, які є підгрупами повної групи. Тобто куб, як частинний випадок призм, кубоїдів, трапецоедрів — є менш симетричним, ніж куб як правильний багатогранник.  Це також можна побачити в розфарбовці його граней.
Куб має три однорідні розфарбування, названі за унікальними кольорами квадратних граней навколо кожної вершини: 111, 112, 123.
Куб має чотири класи симетрії, які можна представити за допомогою вершинно-транзитивного розфарбовування граней. Найвища октаедрична симетрія Oh має всі грані однакового кольору. Діедрична симетрія D4h походить від куба,що є тілом,всі шість граней якого забарвлені в різні кольори. Призматична підмножина D2d має таке ж забарвлення, як і попередня, а D2h має почергове забарвлення граней — попарно протилежні грані забарвлені в три кольори. Кожна форма симетрії має свій символ Витгоффа.
| Назва                                    | Правильний шестигранник | Квадратна призма | Прямокутна трапецієва призма | Прямокутний паралелепіпед | Прямокутна ромбічна призиа | Трикутний трапецоедр |
| ---------------------------------------- | ----------------------- | ---------------- | ---------------------------- | ------------------------- | -------------------------- | -------------------- |
| Діаграми Коксетера — Динкіна             |                         |                  |                              |                           |                            |                      |
| Символ Шлефлі                            | {4,3}                   | {4}×{ } rr{4,2}  | s2{2,4}                      | { }3 tr{2,2}              | { }×2{ }                   |                      |
| символ Витгоффа                          | 3 \| 4 2                | 4 2 \| 2         |                              | 2 2 2 \|                  |                            |                      |
| Симетрія                                 | Oh [4,3] (*432)         | D4h [4,2] (*422) | D2d [4,2+] (2*2)             | D2h [2,2] (*222)          | D2h [2,2] (*222)           | D3d [6,2+] (2*3)     |
| Порядок симетрії                         | 24                      | 16               | 8                            | 8                         | 8                          | 12                   |
| Зображення (з однорідним розфарбуванням) | (111)                   | (112)            | (112)                        | (123)                     | (112)                      | (111), (112)         |

Куб можна розрізати на шість однакових квадратних пірамід. Якщо ці квадратні піраміди приєднати до граней іншого куба, то отримаємо багатогранник, візуально схожий на  
ромбододекаедр (з парами компланарних трикутників, об'єднаних у ромбічні грані). 

Однак багатогранник з таким способом побудови схожий лише візуально на ромбододекаедр, але топологічно він еквівалентний до тетракіс куба (одного з напівправильних багатогранників Каталана), оскільки має додаткові вершини і ребра, що належать цим пірамідам (дві бічні грані пірамід знаходяться в одній площині і візуально створюють враження однієї ромбічної грані).
Геометрична операція зрізання, застосована до куба, утворює чотири однорідних багатогранники на певних стадіях процесу зрізання.
Зрізаний куб є опуклим однорідним багатогранником U09, одним з напівправильних багатогранників Архімеда що має діаграму Коксетера — Динкіна   та символ Шлефлі t{4,3}. Утворюється при зрізанні вершин куба до моменту, коли всі грані стають правильними багатокутниками. Має 14 граней (8 правильних трикутників та 6 правильних восьмикутників), 36 ребер та 24 вершини.

Кубооктаедр утворюється при повному зрізанні[en] (ректифікації) куба, коли зрізання вершин проводиться до точок, що лежать на серединах ребер багатогранника, тобто ребра початкового багатогранника фактично зникають.Він є опуклим однорідним багатогранником  U07, одним з напівправильних багатогранників Архімеда. Має 14 граней (8 правильних трикутників та 6 квадратів), 24 ребер та 12 вершин.
Подальше зрізання (глибоке зрізання або бітрункація) призводить до появи  зрізаного октаедра, Процес зрізання проводиться до моменту, коли грані від зрізаних вершин початкового куба (трикутні грані) стануть правильними шестикутниками. Зрізаний октаедр є опуклим однорідним багатогранником  U08, одним з напівправильних багатогранників Архімеда. Має 14 граней (8 правильних шестикутників та 6 квадратів), 36 ребер та 24 вершини.

Процес зрізання куба завершується (при повному глибокому зрізанні або біректифікації) утворенням двоїстого до нього багатогранника — правильного октаедра, коли грані початкового багатогранника зменшуються до точок, тобто фактично зникають.
| Назва                        | Куб     | Зрізаний куб | Кубооктаедр | Зрізаний октаедр | Правильний октаедр |
| ---------------------------- | ------- | ------------ | ----------- | ---------------- | ------------------ |
| Діаграма Коксетера — Динкіна | · x4o3o | · x4x3o      | · o4x3o     | · o4x3x          | · x4x3o            |
| Символ Шлефлі                | {4,3}   | t{4,3}       | r{4,3}      | t{3,4}           | {3,4}              |
| Зображення                   |         |              |             |                  |                    |

| Однорідні октаедричні многогранники | Однорідні октаедричні многогранники | Однорідні октаедричні многогранники | Однорідні октаедричні многогранники | Однорідні октаедричні многогранники | Однорідні октаедричні многогранники | Однорідні октаедричні многогранники | Однорідні октаедричні многогранники | Однорідні октаедричні многогранники | Однорідні октаедричні многогранники | Однорідні октаедричні многогранники |
| Симетрія: [4,3], (*432)             | Симетрія: [4,3], (*432)             | Симетрія: [4,3], (*432)             | Симетрія: [4,3], (*432)             | Симетрія: [4,3], (*432)             | Симетрія: [4,3], (*432)             | Симетрія: [4,3], (*432)             | [4,3]+ (432)                        | [1+,4,3] = [3,3] (*332)             | [1+,4,3] = [3,3] (*332)             | [3+,4] (3*2)                        |
| ----------------------------------- | ----------------------------------- | ----------------------------------- | ----------------------------------- | ----------------------------------- | ----------------------------------- | ----------------------------------- | ----------------------------------- | ----------------------------------- | ----------------------------------- | ----------------------------------- |
| {4,3}                               | t{4,3}                              | r{4,3} r{31,1}                      | t{3,4} t{31,1}                      | {3,4} {31,1}                        | rr{4,3} s2{3,4}                     | tr{4,3}                             | sr{4,3}                             | h{4,3} {3,3}                        | h2{4,3} t{3,3}                      | s{3,4} s{31,1}                      |
|                                     |                                     |                                     |                                     |                                     |                                     |                                     |                                     |                                     |                                     |                                     |
|                                     |                                     | · =                                 | · =                                 | · =                                 |                                     |                                     |                                     | = · or                              | = · or                              | = ·                                 |
|                                     |                                     |                                     |                                     |                                     |                                     |                                     |                                     |                                     |                                     |                                     |
| Двоїсті многогранники               |                                     |                                     |                                     |                                     |                                     |                                     |                                     |                                     |                                     |                                     |
| V43                                 | V3.82                               | V(3.4)2                             | V4.62                               | V34                                 | V3.43                               | V4.6.8                              | V34.4                               | V33                                 | V3.62                               | V35                                 |
|                                     |                                     |                                     |                                     |                                     |                                     |                                     |                                     |                                     |                                     |                                     |
|                                     |                                     |                                     |                                     |                                     |                                     |                                     |                                     |                                     |                                     |                                     |
|                                     |                                     | Файл:RhombicDodecahedron.svg        |                                     |                                     |                                     | Файл:DisdyakisDodecahedron.svg      |                                     |                                     |                                     |                                     |

Деякі багатогранники Джонсона можна утворити шляхом нарощення граней куба квадратними пірамідами  (J1):
- Подовжена чотирикутна піраміда (J8 ) — нарощено одну грань;

- Подовжена чотирикутна біпіраміда (J15) — нарощено дві протилежні грані.

При застосуванні щодо куба геометричної операції Зрізання носів (снубифікація), отримаємо напівправильний багатогранник Архімеда — кирпатий куб.
При застосуванні щодо куба геометричної операції Фаска (зрізання ребер), отримаємо багатогранник Ґолдберга —  куб з фаскою.
|              |                    |              |
| Кирпатий куб | Куб з малою фаскою | Куб з фаскою |

Два однорідних з'єднання багатогранників складаються з кубів:
| З'єднання трьох кубів | З'єднання п'яти кубів |
| --------------------- | --------------------- |
|                       |                       |

| Симетрія n32   | Сферична   | Сферична   | Сферична   | Сферична   | Евклідова  | Компактна гіперболічна | Компактна гіперболічна | Паракомп.  |
| Симетрія n32   | 232        | 332        | 432        | 532        | 632        | 732                    | 832                    | ∞32        |
| -------------- | ---------- | ---------- | ---------- | ---------- | ---------- | ---------------------- | ---------------------- | ---------- |
| Кирпаті фігури |            |            |            |            |            |                        |                        |            |
| Конфігурація   | 3.3.3.3.2  | 3.3.3.3.3  | 3.3.3.3.4  | 3.3.3.3.5  | 3.3.3.3.6  | 3.3.3.3.7              | 3.3.3.3.8              | 3.3.3.3.∞  |
| Фігури         |            |            |            |            |            |                        |                        |            |
| Конфігурація   | V3.3.3.3.2 | V3.3.3.3.3 | V3.3.3.3.4 | V3.3.3.3.5 | V3.3.3.3.6 | V3.3.3.3.7             | V3.3.3.3.8             | V3.3.3.3.∞ |

| Сферичні | Сферичні | Сферичні | Сферичні | Евклідові | Компактні гіперболічні. | Компактні гіперболічні. | Параком- пактні. | Некомпактні гіперболічні. | Некомпактні гіперболічні. | Некомпактні гіперболічні. | Некомпактні гіперболічні. |
| -------- | -------- | -------- | -------- | --------- | ----------------------- | ----------------------- | ---------------- | ------------------------- | ------------------------- | ------------------------- | ------------------------- |
|          |          |          |          |           |                         |                         |                  |                           |                           |                           |                           |
| {2,3}    | {3,3}    | {4,3}    | {5,3}    | {6,3}     | {7,3}                   | {8,3}                   | {∞,3}            | {12i,3}                   | {9i,3}                    | {6i,3}                    | {3i,3}                    |

## Додатково

Будова куба у стереопроєкції.

| Багатокутник Петрі куба                                                | Багатокутник Петрі куба | Багатокутник Петрі куба | Багатокутник Петрі куба | Багатокутник Петрі куба |
| ---------------------------------------------------------------------- | ----------------------- | ----------------------- | ----------------------- | ----------------------- |
|                                                                        |                         |                         |                         |                         |
| Просторовими багатокутниками Петрі куба є 4 просторових шестикутників. |                         |                         |                         |                         |